# خوتنگ
خوتنگ (به لهستانی:  Chotyń) یک روستا در لهستان است که در گمینا کارلینو واقع شده‌است.